# Lichtenberg (Berlino)
Lichtenberg (talvolta Alt-Lichtenberg) è un quartiere (Ortsteil) di Berlino. Amministrativamente, appartiene all'omonimo distretto (Bezirk).

## Posizione
Lichtenberg si trova nella zona orientale della città. Procedendo da nord in senso orario, confina con i quartieri di Alt-Hohenschönhausen, Marzahn, Friedrichsfelde, Rummelsburg, Friedrichshain e Fennpfuhl.

## Storia
Lichtenberg si sviluppa attorno al 1230, nel corso della colonizzazione tedesca del territorio del Barnim. Il primo documento in cui viene citato risale al 1288.

Il quartiere, che fino alla metà del XIX secolo, contava su alcune centinaia di residenti, ebbe un forte incremento demografico a cavallo fra il XIX e il XX secolo.
Il 1º aprile 1908 divenne una città extracircondariale (prima apparteneva al circondario del Niederbarnim).
Nel 1912, con l'annessione del comune rurale di Boxhagen-Rummelsburg, prese il nome ufficiale di Berlin-Lichtenberg.
Nel 1920 Lichtenberg fu inglobata nella "Grande Berlino", entrando a far parte dell'omonimo distretto (Bezirk).

## Da vedere

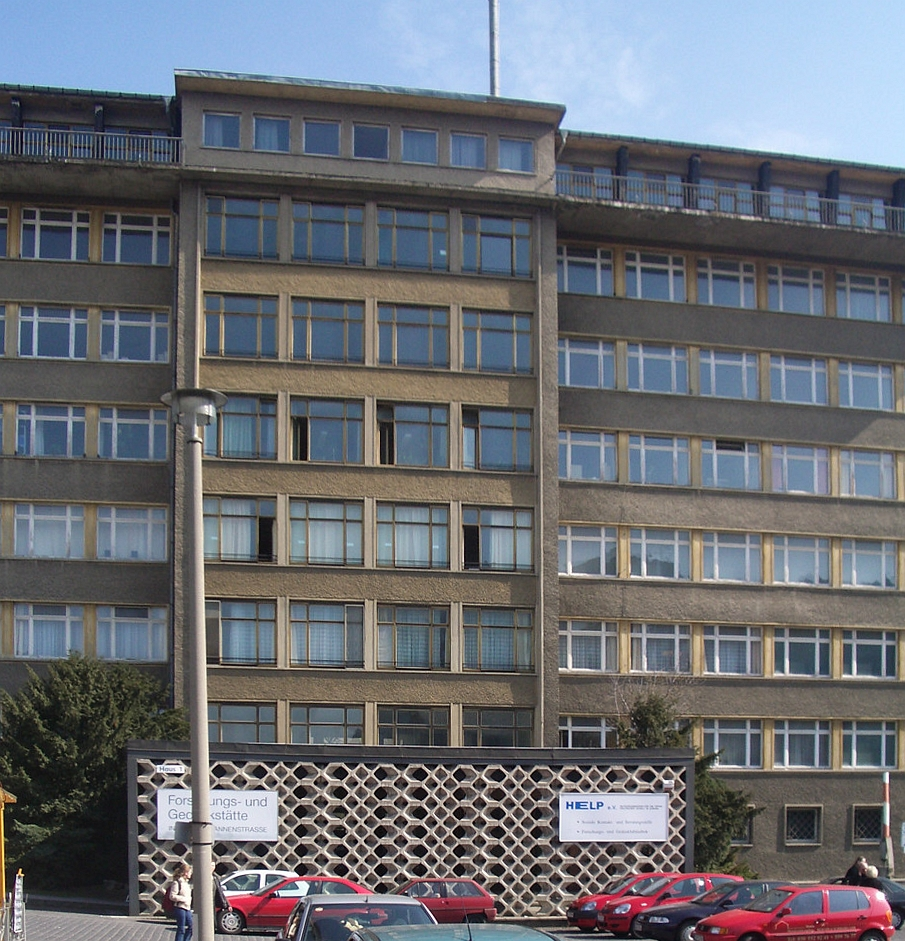
Sede dell'attuale Stasimuseum

- Stasimuseum
- Dorfkirche

## Galleria d'immagini

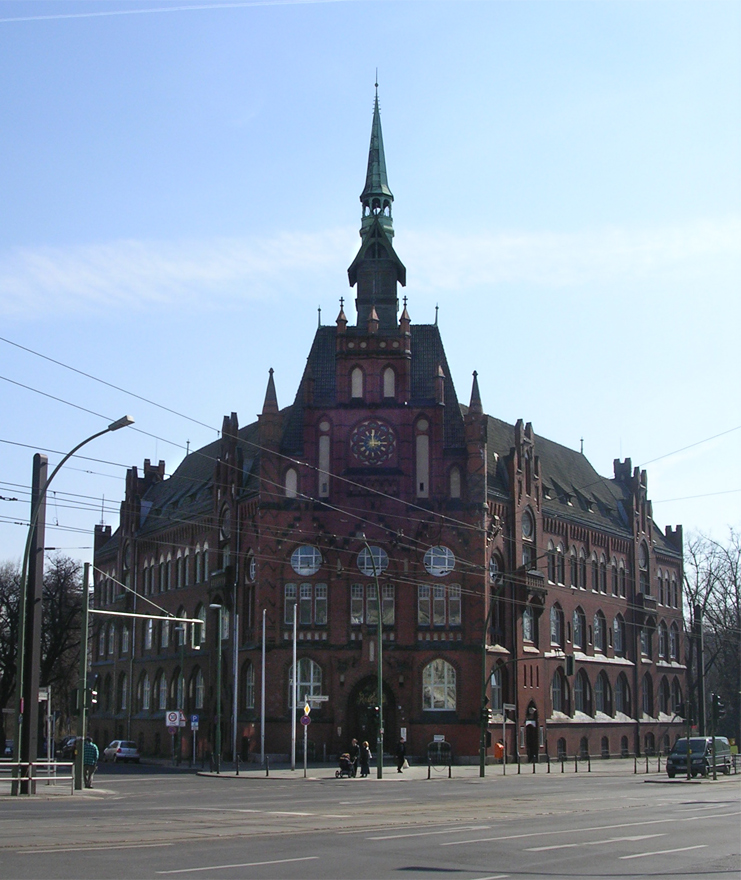
Municipio
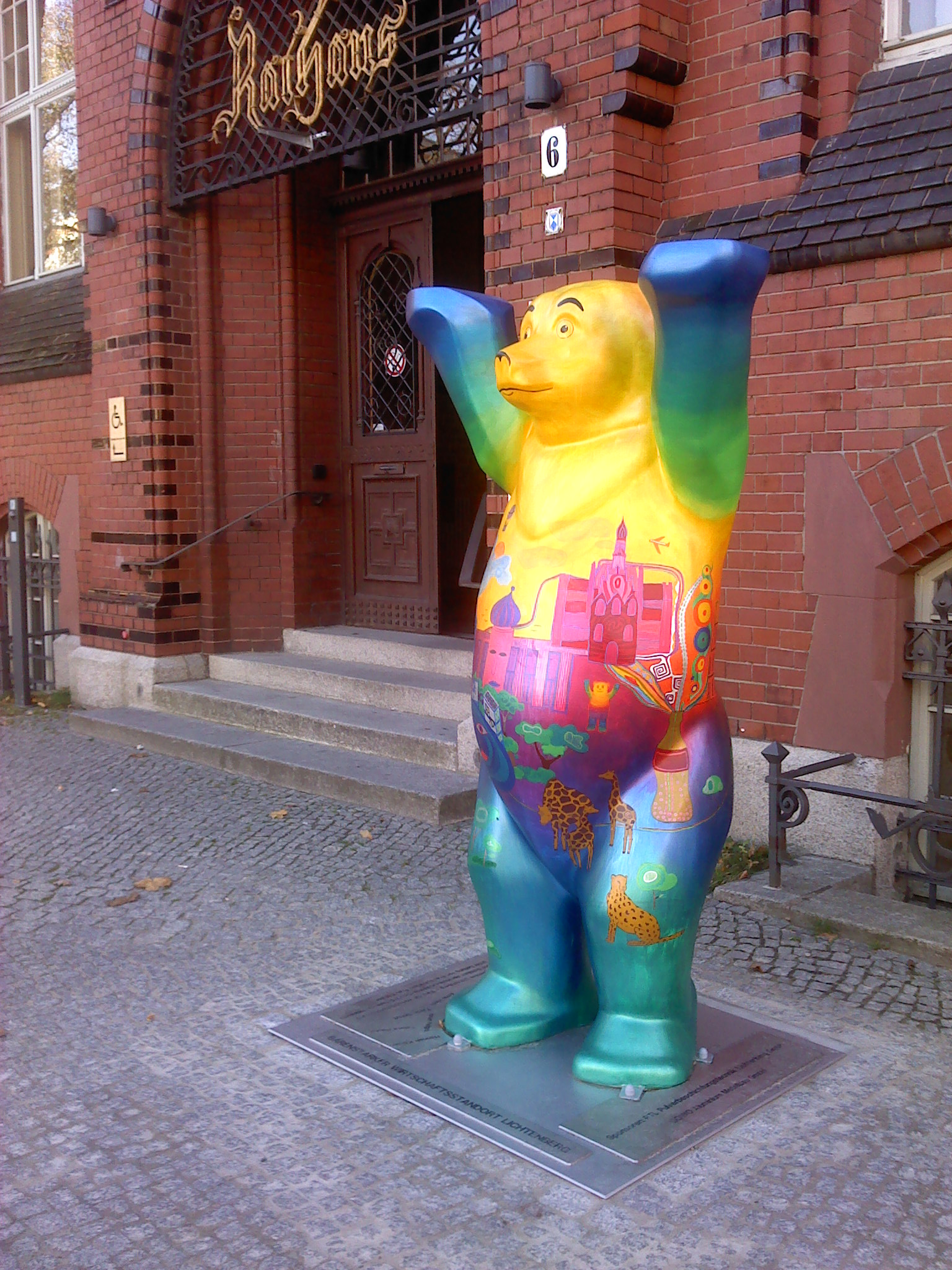
Buddy Bear di fronte al municipio
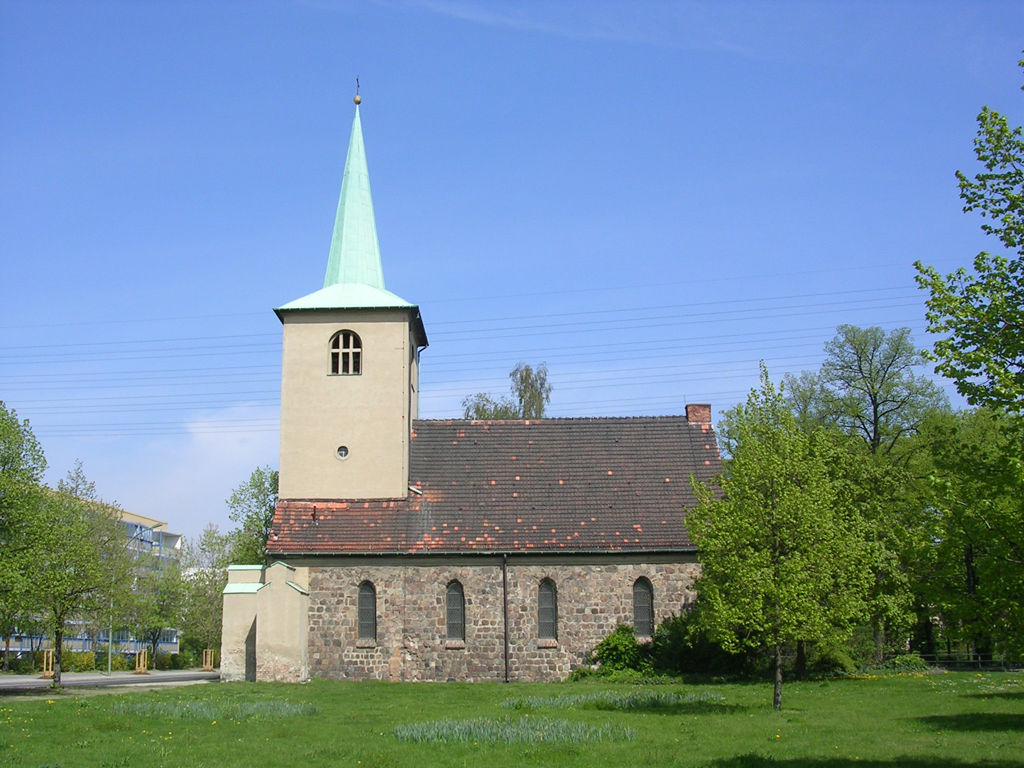
La chiesa (Dorfkirche)
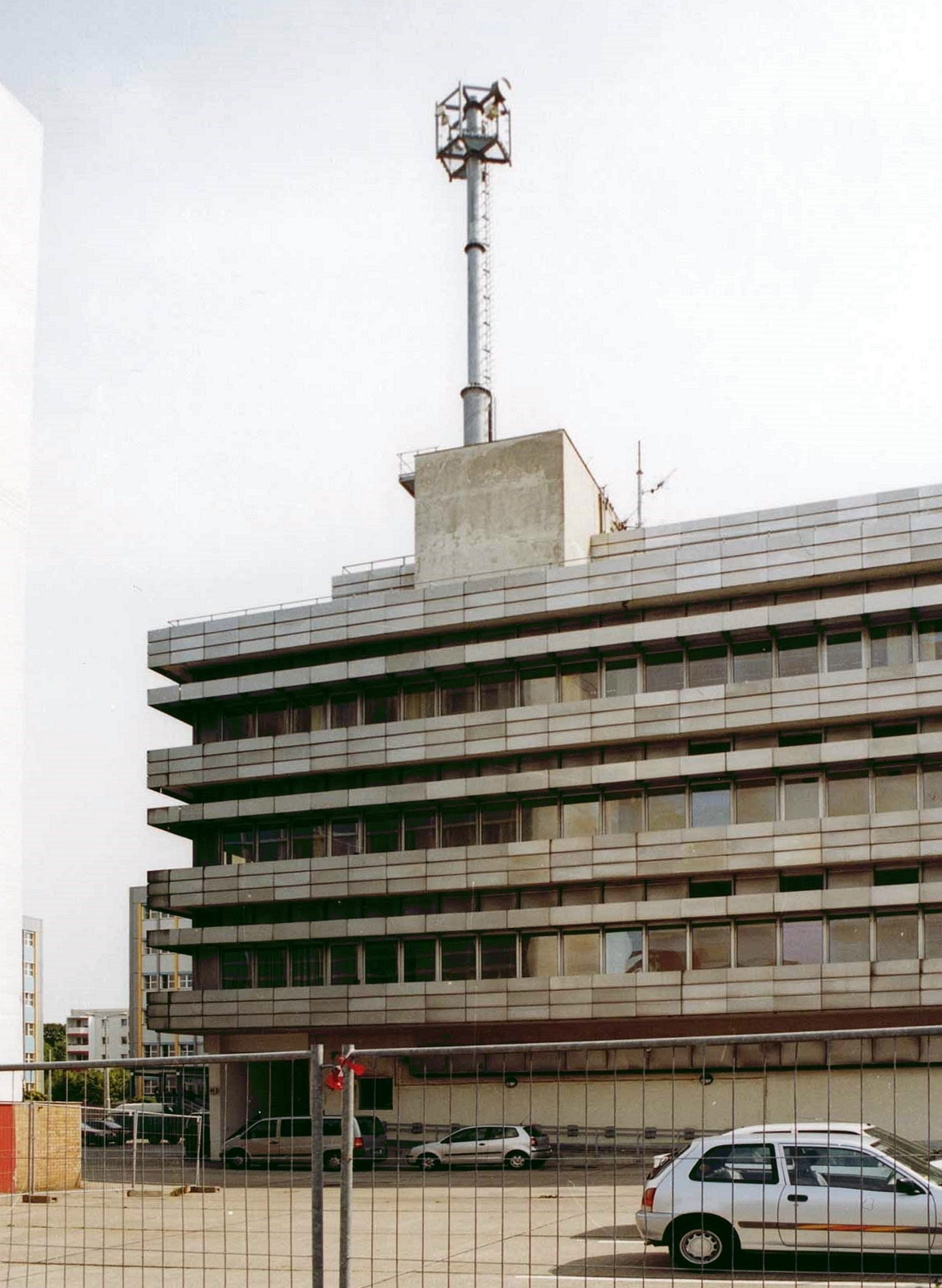
Ex ufficio della Stasi a Gottlindestraße